# Alexander A. Cameron
Alexander Allan Cameron (Dunedin, Nueva Zelanda, 1868 - Hurlingham, Argentina, 1950) fue un administrador ganadero de origen neozelandés, conocido en Argentina y Chile como Alejandro Cameron. Fue imputado a principios del siglo XX como uno de los responsables del genocidio selknam, pero fue absuelto por la justicia contemporánea. 

## Familia
Alexander Cameron nació en 1868, en Dunedin, Nueva Zelanda, como primer hijo del primer matrimonio entre Mary Ann Reid, nacida en Tapanui, Otago, Nueva Zelanda y el inmigrante escocés John Cameron, originario de Ardnamurchan, Argyllshire, Escocia.
En 1892 Cameron emigró a Chile. El 9 de abril de 1896 contrajo matrimonio con Emma Victoria Crawford en Punta Arenas, quien falleció el 17 de febrero de 1887 durante un parto en la estancia Caleta Josefina, Tierra del Fuego. Emma Victoria era hija del matrimonio entre Anna Maria Sheward y James Field Crawford, capitán de la marina británica emigrado a Nueva Zelanda. Sus restos están enterrados en el pequeño Cementerio Onaisin en Tierra del Fuego.
Alexander contrajo matrimonio por segunda vez el 26 de julio de 1899 con Alice Mabel Smith en Buenos Aires, Argentina. Ella era hija del matrimonio entre Edith Hogg y Theodore Barlow Smith. De este matrimonio nacieron: Amy Barlow (1900), Heather Alice (1901), Ian Archibald (1903), Alexander Raymond (1905) y Allan Reid (1916). En 1922 Alexander Cameron realizó un viaje a Gran Bretaña junto a su esposa. Ella fallece el 7 de junio de 1926, en Edmonton, Middlesex, Inglaterra.
EL 27 de septiembre de 1929 Alexander Cameron contrae matrimonio en Londres, Inglaterra con Kathleen Hanbury Peacock y se establece en Hurlingham, Buenos Aires, Argentina donde fallece en 1950.

## Obra
En febrero de 1894 Alexander Cameron fue nombrado administrador de estancia Caleta Josefina, la primera de la Sociedad Explotadora de Tierra del Fuego.
Cameron tenía gran experiencia y sobresalientes condiciones para la tarea encomendada. Desde la niñez había aprendido de su padre, quién era administrador de una estancia en Nueva Zelanda, todo lo relacionado con la crianza de los lanares y con las industrias que de ella derivan y, además, poseía un amplios conocimientos de administración y negocios, lo que lo diferenciaría de los administradores de las otras estancias de Tierra del Fuego.
El ritmo rápido de los trabajos dirigidos por Alexander Cameron hizo que en 1897 estuviesen terminadas las obras de instalación definitiva de la estancia Caleta Josefina. Por esa fecha Cameron y otros empleados de la estancia Caleta Josefina debieron comparecer en un juicio por haber detenido y deportado, para su 'distribución' en Punta Arenas, a 165 indígenas. Durante el juicio, Cameron fue declarado reo, indicado por numerosos testigos como uno de los principales agentes directos del exterminio de los selknam. Cameron, así como Matías Matzen, Keneth Mc Leod, Gregorio Prado, Jacobo Nielsen y Ernesto Wales resultaron absueltos.
A partir de 1905, Alexander Cameron pasó a ser administrador general de la Sociedad, desempeñando el cargo hasta 1915, año en el que renunció a sus actividades para la sociedad.

## Legado
En 1904 la Sociedad Explotadora de Tierra del Fuego fundó en la costa sur de la Bahía Inútil una asentamiento bautizado con el nombre de Cameron. Esta aldea se llama actualmente Villa Cameron y es la sede de la municipalidad de Timaukel.
Como reconocimiento a sus importantes y dilatados servicios se dio el nombre de Cameron a una estancia creada posteriormente en los terrenos ubicados al sur de las estancias Caleta Josefina y San Sebastián.

## Otros familiares en la Patagonia
De los hijos del segundo matrimonio de su padre con Isabella Georgina Burbury, emigraron a Chile Frances Flora Roseveare y Donald Raymond, nacidos en 1883 y 1885 respectivamente en Otago, Nueva Zelanda.
Donald emigró en 1906 a Punta Arenas y falleció en 1920 en Las Heras, Argentina.[cita requerida] Frances Flora Roseveare contrajo matrimonio con el neozelandés Robert Ernest Thompson, en 1915 en Punta Arenas, quien comenzó trabajando con Alexander Cameron y llegó a ser un destacado administrador de diversas estancias en Tierra del Fuego. La familia regresó en 1936 a Nueva Zelanda.